# Daltrey
Daltrey è il primo album in studio da solista del cantante britannico Roger Daltrey, noto come membro del gruppo The Who. Il disco è stato pubblicato nel 1973.

## Tracce
1. One Man Band – 3:54
2. The Way of the World – 3:16
3. You Are Yourself – 4:13
4. Thinking – 4:27
5. You and Me (Faith, Courtney) – 2:32
6. It's a Hard Life – 3:39
7. Giving it All Away – 3:26
8. The Story So Far – 4:08
9. When the Music Stops – 3:12
10. Reasons – 3:50
11. One Man Band (Reprise) – 1:18

## Formazione
- Roger Daltrey - voce, chitarra acustica
- Dave Courtney - piano
- Russ Ballard - chitarra, piano in The Story So Far
- Bob Henrit - batteria
- Dave Wintour - basso
- Brian Cole - steel guitar
- Roy Young Band - ottoni
- Dave Arbus - violino in The Way of the World